# James Dalton
James Dalton (Johannesburg, 16 agosto 1972) è un ex rugbista a 15 sudafricano, tallonatore, campione del mondo 1995 con gli Springbok.

## Biografia
Cresciuto a livello provinciale nel Transvaal, con cui disputava la Currie Cup, Dalton esordì in Nazionale nel 1994 a Port Elizabeth contro l'Argentina.
L'anno seguente fu convocato nella squadra che prese parte alla Coppa del Mondo di rugby 1995 che il Sudafrica vinse, ma fu costretto a saltare quasi tutto il torneo per squalifica: nell'incontro della fase a gironi contro il Canada fu infatti coinvolto in una rissa che valse a lui e ad altri due rugbisti canadesi un mese di sospensione.
Fu professionista nei Cats, oggi Lions, franchise di Super Rugby di Johannesburg, per poi passare nei Bulls nel 2000; assente dalla Nazionale dal 1998 in piena gestione Mallett, fu richiamato quasi 4 anni più tardi da Rudolf Straeuli nel 2002 per una serie di incontri (i test di metà e fine anno e il Tri Nations 2002); tuttavia quelli furono gli ultimi incontri internazionali in assoluto di Dalton, che nel 2003, tornato ai Cats, annunciò il suo ritiro dall'attività.
Vanta anche due inviti nei Barbarians nel 2000.
Nel 2007 fu accusato di aver tentato di uccidere la moglie (da cui divorziò in seguito nel 2009) affogandola nella vasca da bagno: nel 2010 è iniziato il processo a suo carico.

## Palmarès
- Coppe del mondo: 1
Sudafrica: 1995